# 白邊銀口天竺鯛
白邊銀口天竺鯛（学名：Jaydia albomarginatus），又名大面側仔、大目側仔、條紋天竺鯛，为輻鰭魚綱鈎頭魚目天竺鯛科銀口天竺鯛屬下的一个种，分布於中西太平洋菲律賓海域，體長可達10.2公分，棲息在礁石區，夜行性，屬肉食性，繁殖期時，雄魚具有口孵習性，卵約7日化成仔魚，由雄魚吐出，具短暫的仔魚飄浮期，生活習性不明。